# Tvbuddy

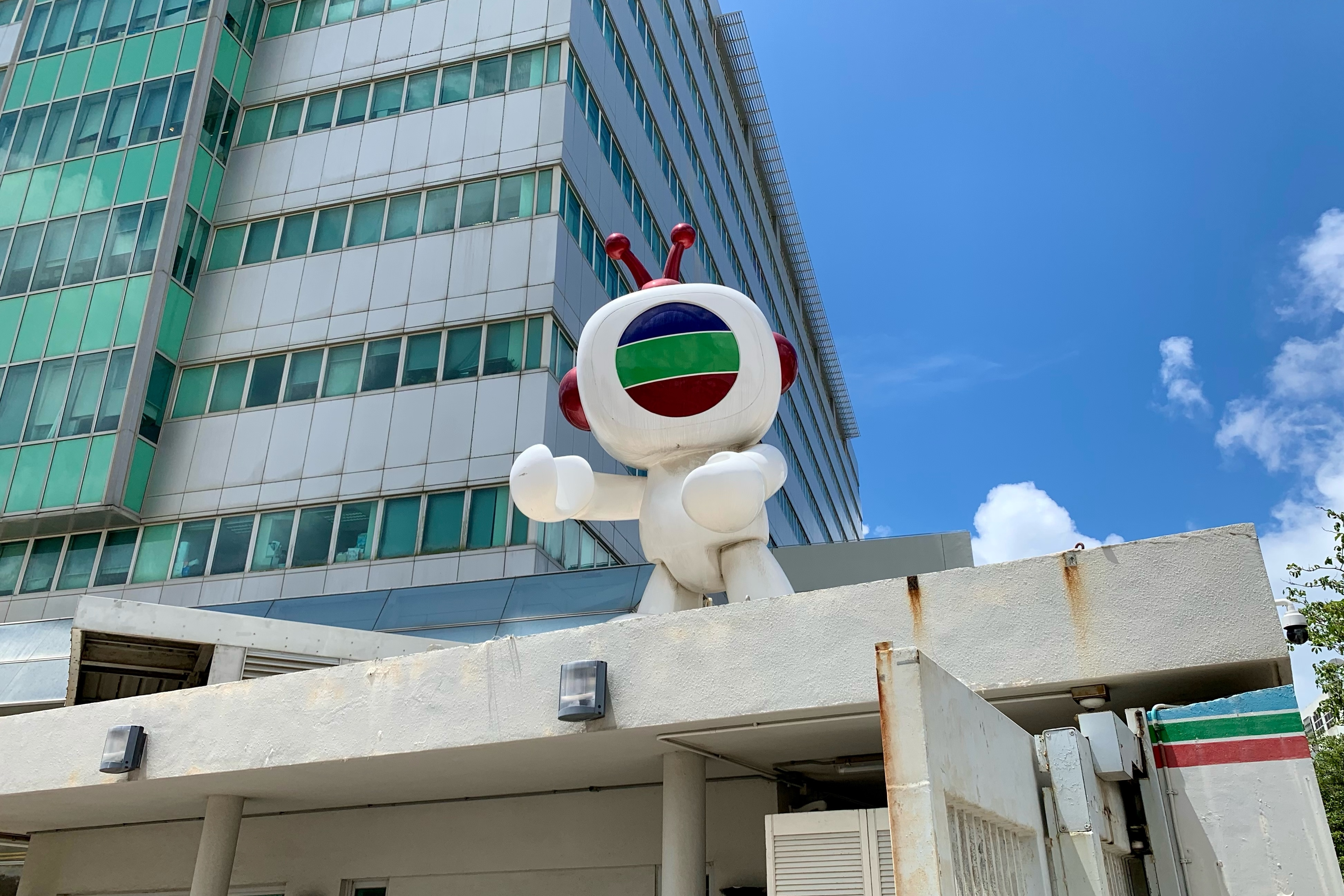
tvbuddy

tvbuddy是香港電視頻道營運商電視廣播有限公司（無綫電視）的人型立體吉祥物，首次出現於2007年。無綫官方表示，tvbuddy的「任務」有四個：「帶歡喜給大家」、「宣傳無綫電視的節目」、「講述高清電視的發展」、「宣揚08北京奧運」。

## 歷史
tvbuddy首見於2007年1月29日無綫電視的新年宣傳片《盛世連年》；獨立宣傳片則在2007年3月9日正式推出，並由TVbeople張景淳唱出主題曲。除宣傳片以外，無綫電視亦不斷為tvbuddy推出布偶、T恤、手袋等相關產品。
2008年3月23日，為宣傳2008年北京奧運，無綫電視與商場EMAX合作，在其頂層設立全香港唯一的巨型TVBuddy充氣模型。該模型高逾60呎，製作費超過100萬港元，由特製物料製作而成；而大型網架及繩索則負責鞏固和穩定模型，以符合安全規則。tvbuddy模型亦會加入旅遊事務署的幻彩詠香江，EMax會在模型兩旁加裝射燈照明，令市民於晚上欣賞幻彩詠香江時亦可清楚看到巨型TVBuddy。
2008年11月，配合無綫41周年台慶，在畫面右下角顯示用來表示節目是以高清技術製作的「hd」標誌加入tvbuddy動畫，一直沿用至2012年12月。2013年9月，TVBS20周年台慶，總部前擺了「2013 邁向20」字樣的雕塑，左右各一隻tvbuddy模型，這是tvbuddy首次出現於TVBS台慶宣傳物。
無綫在電視廣播城入口上蓋豎設一個大型tvbuddy塑像多年，2019年有網民向屋宇署舉報此塑像是僭建物，屋宇署曾發出清拆令，無綫隨後申請以鐵架對塑像進行加固，未有拆卸。2022年4月塑像曾被移走，但無綫隨後解釋只是進行修葺。
無綫歷來亦曾推出不同的tvbuddy周邊產品，如行李箱。

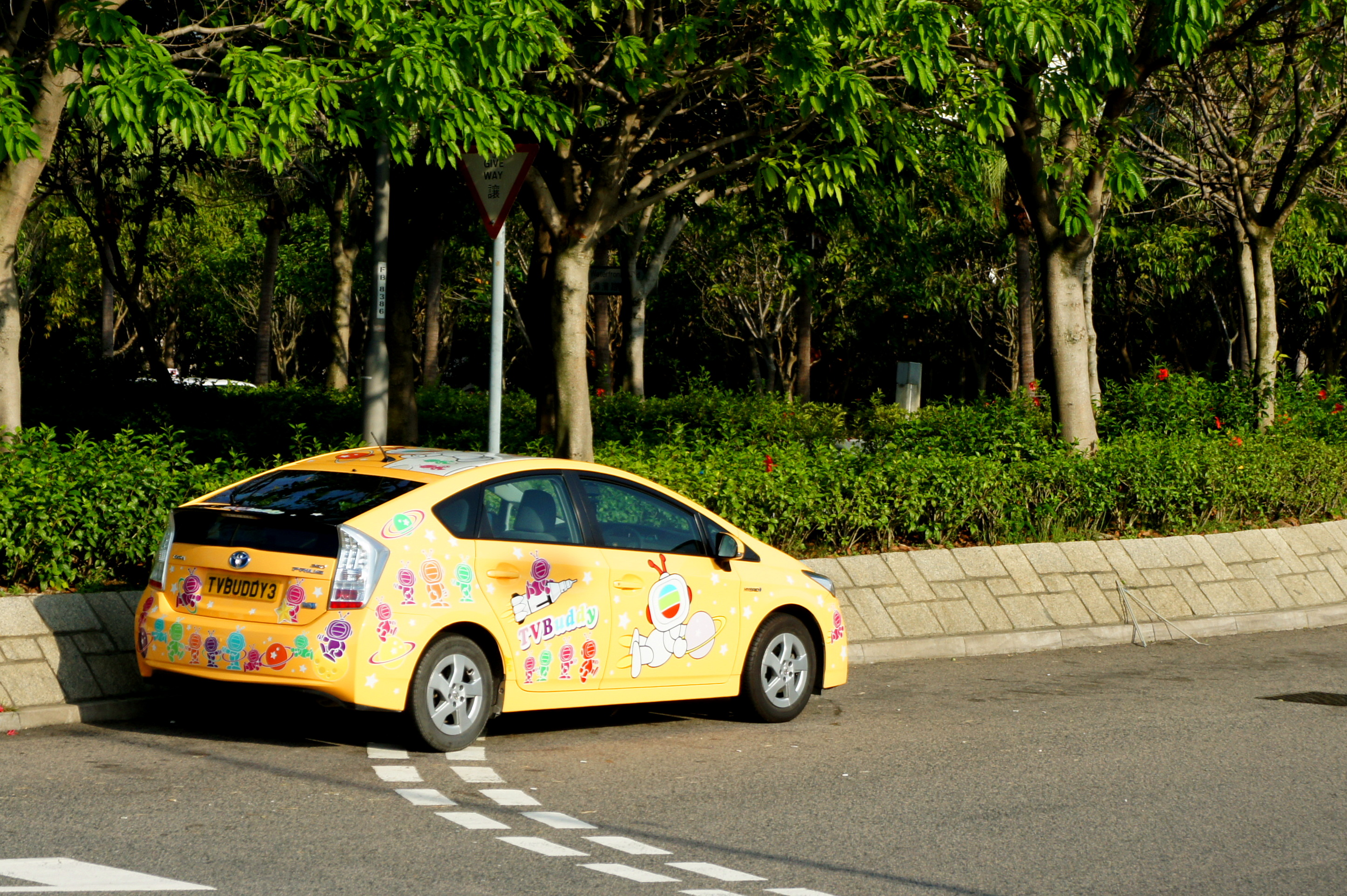
tvbuddy專車
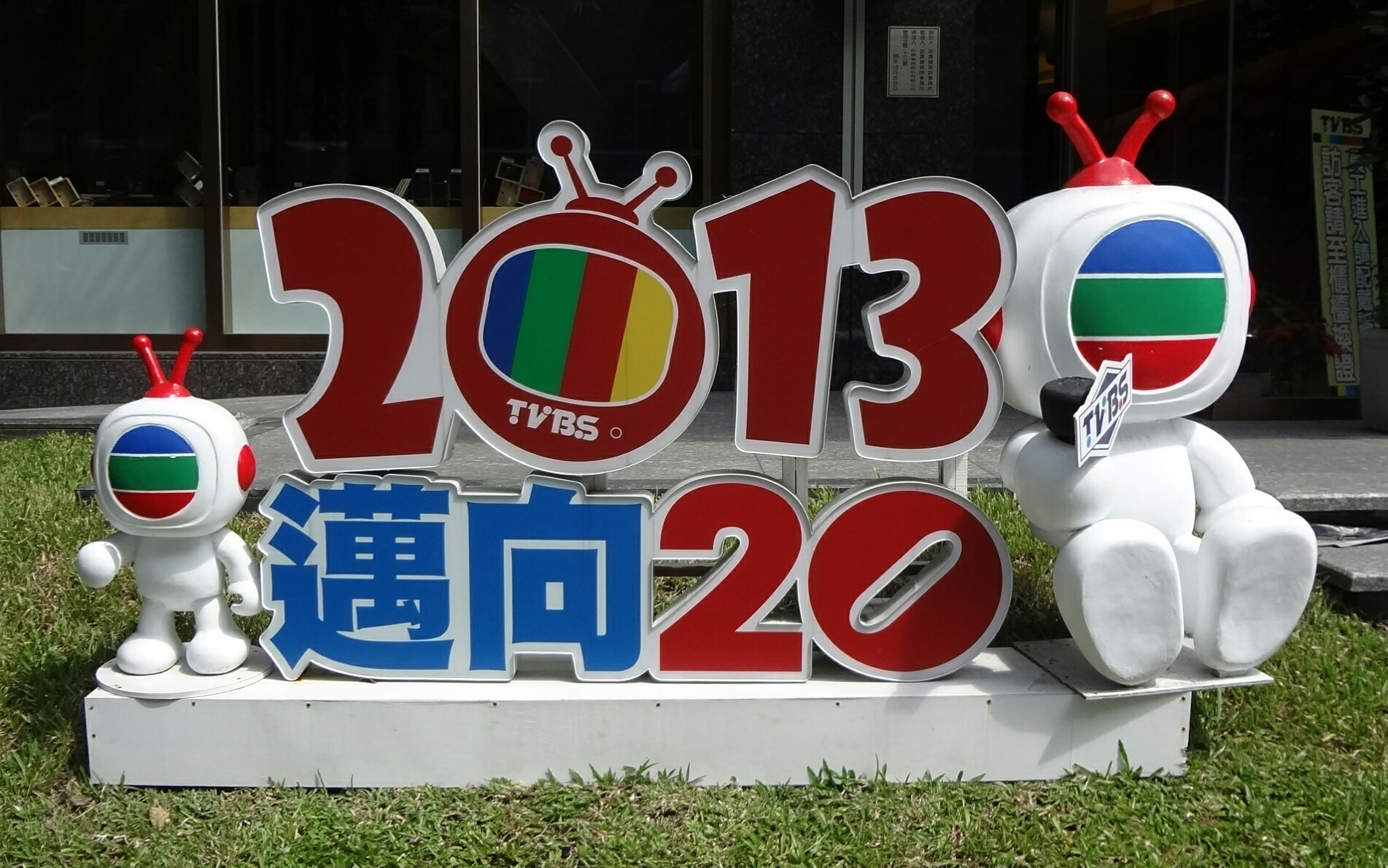
TVBS總部前的20周年台慶雕塑
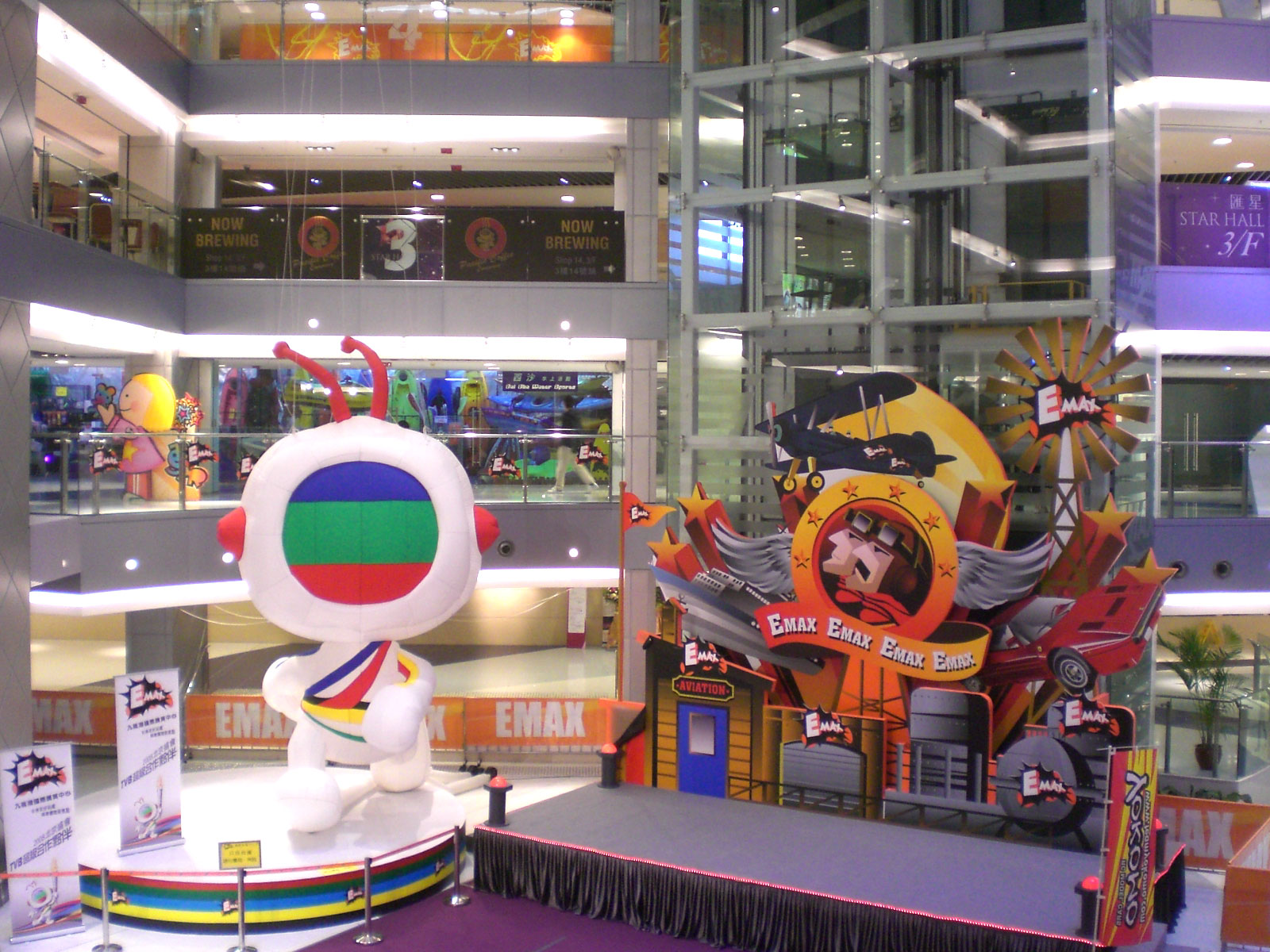
與商場合作項目
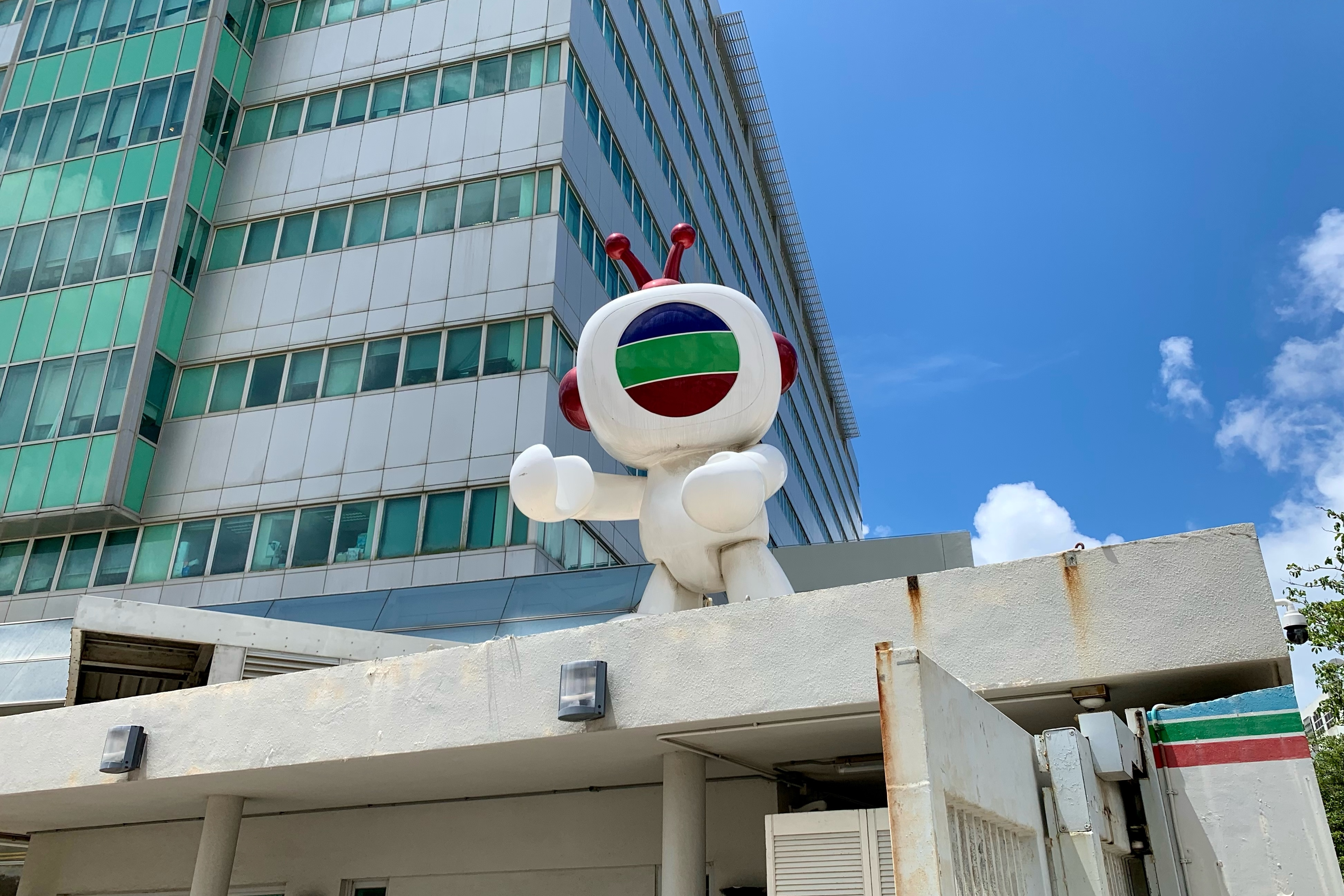
电视广播城前的雕塑

## 設計
tvbuddy沒有歲數及性別，線條簡單，面部是電視廣播有限公司的公司標誌，頭上更有兩條觸鬚。這個角色成為電視廣播有限公司宣傳動畫人物。tvbuddy的設計師表示，只用了15分鐘便完成設計。他認為，TVB是香港人熟悉的品牌，由TVB標誌的概念出發，構成現時的tvbuddy，希望予人親切的感覺。根據設定，tvbuddy是由2107年乘飛船來到現時的香港，為TVB宣傳。首輯長篇宣傳片中，製作人特別印製一本520期的未來《TVB周刊》作為道具，而tvbuddy就是這本書的封面人物。在08奧運倒數的宣傳片中，tvbuddy面上的藍綠紅橫間可變成倒數計，顯示當天距離2008年夏季奧林匹克運動會開幕的天數。官方表示，tvbuddy的宣傳任務有四個：
- 帶歡喜給大家
- 宣傳TVB最新節目
- 講述TVB高清電視的發展
- 為播放08北京奧運宣傳

tvbuddy首個宣傳片於2007年3月9日正式推出，並由TVbeople張景淳唱出主題曲。同時，TVB亦為這個動畫人物推出布偶。

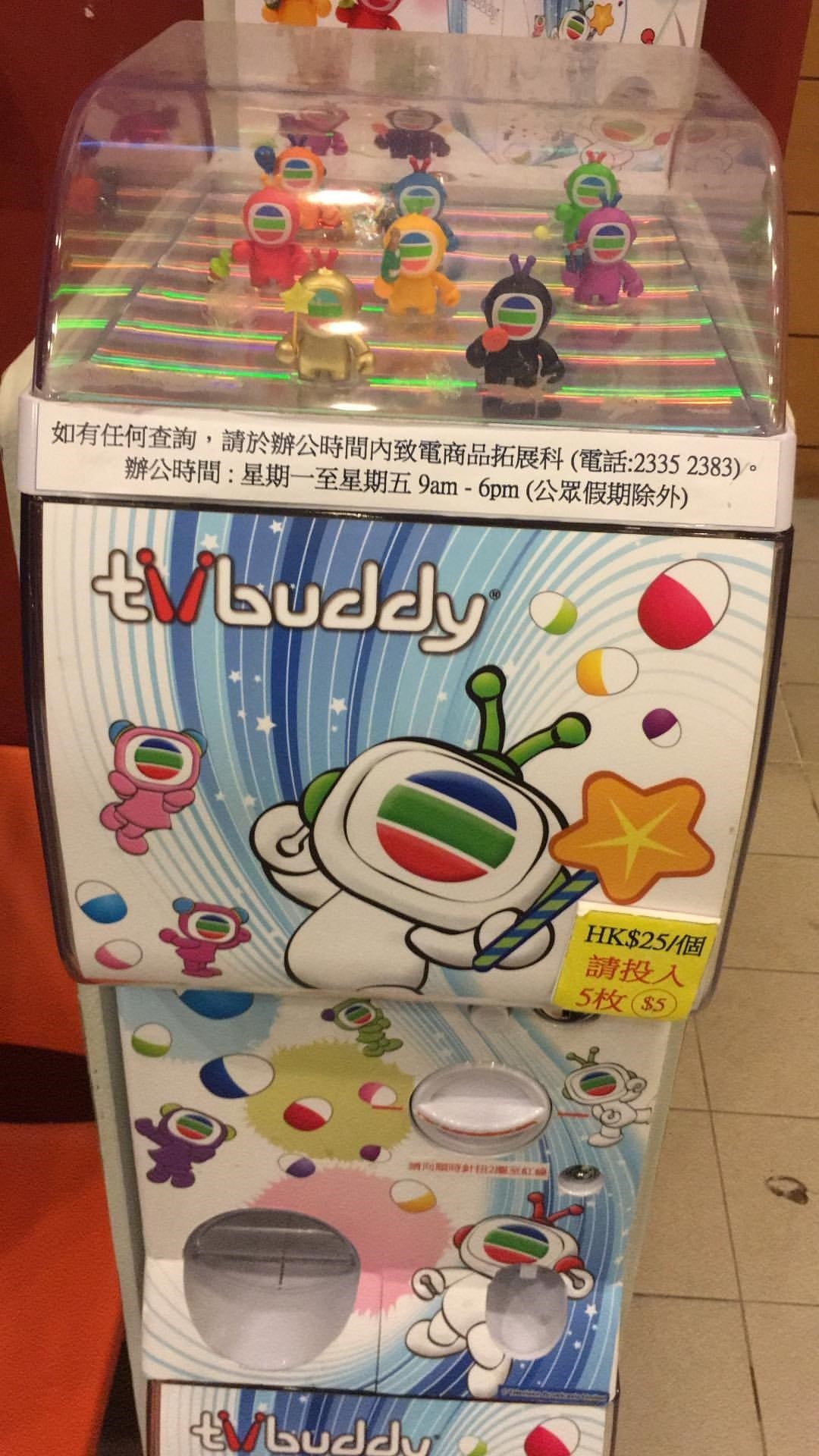
tvbuddy扭蛋機

## 禮物用途
無綫電視屢在節目中將tvbuddy玩偶贈送給嘉賓，如2013年贈予到訪的日本藝人福山雅治、2014年贈予病重的本地藝人劉家輝、2024年贈予奧運金牌運動員全红婵，但被質疑寒酸及自我宣傳。
無綫藝人吳業坤及競爭對手ViuTV的藝人郭嘉駿，曾交換兩台的吉祥物，郭嘉駿隨即對收到的tvbuddy玩偶作出惡搞。

## 外部連結
- tvbuddy 官方網頁（页面存档备份，存于）